# Liste der Studentenverbindungen in Basel
Die Liste der Studentenverbindungen in Basel verzeichnet die aktiven, suspendierten und erloschenen Studentenverbindungen in Basel, welche unterschiedlichen Korporationsverbänden angehören oder verbandsfrei sind. Sie sind an der Universität Basel, der Fachhochschule Nordwestschweiz (FHNW), der Hochschule für Gestaltung und Kunst (HGK), der Pädagogischen Hochschule, der Hochschule für Soziale Arbeit und der Hochschule für Wirtschaft ansässig.

## Liste
Die Sortierung erfolgt nach dem Gründungsdatum.
|  |
|  |
|  |
|  |
|  |

|  |
|  |
|  |
|  |
|  |

|  |
|  |
|  |
|  |
|  |

|  |
|  |
|  |
|  |
|  |

|  |
|  |
|  |
|  |
|  |

|  |
|  |
|  |
|  |
|  |

|  |
|  |
|  |
|  |
|  |